# Riacho Tatauí
O riacho Tatauí é um curso de água que banha o bairro da Barrinha, no município de Sobradinho, no estado da Bahia, no Brasil. Ele deságua na margem direita do lago de Sobradinho.

## Etimologia
"Tatauí" se origina do tupi antigo tata'u 'y, que significa "rio do arcabuz" (tata'u, "arcabuz" + 'y, "rio").